# Shaman
Shaman je osemnajsti studijski album skupine Santana. Album je izšel 22. oktobra 2002 in je debitiral na 1. mestu lestvice Billboard 200, s prodanimi 298,973 izvodi v prvem tednu. Album je v ZDA prejel dva platinasta certifikata in zlatega v Grčiji.
Prvi single z albuma je bil »The Game of Love«, pri katerem je sodelovala Michelle Branch. Pri singlu »Why Don't You & I« je sodeloval Chad Kroeger iz skupine Nickelback, single pa je bil ponovno posnet leta 2003, tokrat z Alexom Bandom iz skupine The Calling.
Kot predhodni album, Supernatural, so tudi pri albumu Shaman sodelovali številni znani rock, hip hop in pop izvajalci, kot tudi španska operna zvezda, Plácido Domingo.
Shaman je trenutno najdaljši album skupine Santana.

## Singli
Prvi single, »The Game of Love«, kjer sodeluje Michelle Branch, je dosegel 5. mesto lestvice Billboard Hot 100, 16. mesto v Združenem kraljestvu in 21. mesto v Avstraliji. Ponovno posneta verzija singla »Why Don't You & I« z Alexom Bandom je dosegel 8. mesto lestvice Billboard Hot 100. »Feels Like Fire«, kjer sodeluje Dido in »Nothing at All«, kjer sodeluje Musiq, se v večini držav nista uvrstila na lestvice.

## Seznam skladb
| Št. | Naslov                                             | Pisec                                                                         | Dolžina |
| --- | -------------------------------------------------- | ----------------------------------------------------------------------------- | ------- |
| 1.  | „Adouma‟                                           | Angélique Kidjo, Jean Hebrail                                                 | 4:15    |
| 2.  | „Nothing at All‟ (feat. Musiq)                     | Rob Thomas, Cori Rooney                                                       | 4:28    |
| 3.  | „The Game of Love‟ (feat. Michelle Branch)         | Gregg Alexander, Rick Nowels                                                  | 4:15    |
| 4.  | „You Are My Kind‟ (feat. Seal)                     | Thomas                                                                        | 4:19    |
| 5.  | „Amoré (Sexo)‟ (feat. Macy Gray)                   | Gray, Lester Mendez, Dallas Austin, Javier Vazquez                            | 3:51    |
| 6.  | „Foo Foo‟ (feat. Tabou Combo)                      | Yvon André, Roger Eugène, (Jean) Yves Joseph, Hermann Nau, (Jean) Claude Jean | 6:28    |
| 7.  | „Victory Is Won‟                                   | Santana                                                                       | 5:20    |
| 8.  | „Since Supernatural‟ (feat. Melky Jean & Governor) | Wyclef Jean, Jerry "Wonder" Duplessis & Governor                              | 4:32    |
| 9.  | „America‟ (feat. P.O.D.)                           | Sonny Sandoval, Marcos Curiel, Traa Daniels, Wuv Bernardo                     | 4:35    |
| 10. | „Sideways‟ (feat. Citizen Cope)                    | Clarence Greenwood (Citizen Cope)                                             | 4:41    |
| 11. | „Why Don't You & I‟ (feat. Chad Kroeger)           | Chad Kroeger                                                                  | 4:34    |
| 12. | „Feels Like Fire‟ (feat. Dido)                     | Dido Armstrong, Rollo Armstrong, Pnut                                         | 4:39    |
| 13. | „Aye Aye Aye‟                                      | Michael Shrieve, Santana, Karl Perazzo, Raul Rekow                            | 4:45    |
| 14. | „Hoy Es Adios‟ (feat. Alejandro Lerner)            | Klaus Derendorf, Jean-Yves Docornet, Lerner                                   | 4:37    |
| 15. | „One of These Days‟ (feat. Ozomatli)               | J B Eckl, K C Porter, Santana                                                 | 5:51    |
| 16. | „Novus‟ (feat. Plácido Domingo)                    | Santana, Gábor Szabó, Walter Afanasieff, Greg DiGiovine, Ritchie Rome         | 4:10    |

Mednarodna verzija ("International Version"), ki je izšla zunaj ZDA, ne vsebuje skladbe "Since Supernatural", vsebuje pa skladbo "Let Me Love You Tonight".

| Št. | Naslov                                     | Pisec                                                                         | Dolžina |
| --- | ------------------------------------------ | ----------------------------------------------------------------------------- | ------- |
| 1.  | „Adouma‟                                   | Angélique Kidjo, Jean Hebrail                                                 | 4:15    |
| 2.  | „Nothing at All‟ (feat. Musiq)             | Rob Thomas, Cori Rooney                                                       | 4:28    |
| 3.  | „The Game of Love‟ (feat. Michelle Branch) | Gregg Alexander, Rick Nowels                                                  | 4:15    |
| 4.  | „You Are My Kind‟ (feat. Seal)             | Thomas                                                                        | 4:19    |
| 5.  | „Amoré (Sexo)‟ (feat. Macy Gray)           | Gray, Lester Mendez, Dallas Austin, Javier Vazquez                            | 3:51    |
| 6.  | „Foo Foo‟ (feat. Tabou Combo)              | Yvon André, Roger Eugène, (Jean) Yves Joseph, Hermann Nau, (Jean) Claude Jean | 6:28    |
| 7.  | „Victory Is Won‟                           | Santana                                                                       | 5:20    |
| 8.  | „America‟ (feat. P.O.D.)                   | Sonny Sandoval, Marcos Curiel, Traa Daniels, Wuv Bernardo                     | 4:35    |
| 9.  | „Sideways‟ (feat. Citizen Cope)            | Clarence Greenwood (Citizen Cope)                                             | 4:41    |
| 10. | „Why Don't You & I‟ (feat. Chad Kroeger)   | Chad Kroeger                                                                  | 4:34    |
| 11. | „Feels Like Fire‟ (feat. Dido)             | Dido Armstrong, Rollo Armstrong, Pnut                                         | 4:39    |
| 12. | „Let Me Love You Tonight‟                  | Santana                                                                       | 5:35    |
| 13. | „Aye Aye Aye‟                              | Michael Shrieve, Santana, Karl Perazzo, Raul Rekow                            | 4:45    |
| 14. | „Hoy Es Adios‟ (feat. Alejandro Lerner)    | Klaus Derendorf, Jean-Yves Docornet, Lerner                                   | 4:37    |
| 15. | „One of These Days‟ (feat. Ozomatli)       | J B Eckl, K C Porter, Santana                                                 | 5:51    |
| 16. | „Novus‟ (feat. Plácido Domingo)            | Santana, Gábor Szabó, Walter Afanasieff, Greg DiGiovine, Ritchie Rome         | 4:10    |

## Glasbeniki
| - »Adouma« - Kitara – Carlos Santana - Klaviature – Chester D. Thompson - Bas – Benny Rietveld - Bobni – Billy Johnson - Tolkala – Karl Perazzo - Konge – Raul Rekow - Vokali – Tony Lindsay, Carlos Santana, Karl Perazzo - Trombon – Jose Abel Figueroa, Mic Gillette - Trobenta – Mic Gillette, Marvin McFadden - »Nothing at All« - Kitara – Carlos Santana - Glavni vokal – Musiq - Klaviature – George Whitty - Bas – Benny Rietveld - Bobni – Carter Beauford - Konge & tolkala – Karl Perazzo - »The Game of Love« - Solo kitara – Carlos Santana - Ritem kitara & glavni vokal – Michelle Branch - Klaviature – Chester D. Thompson - Programiranje – Dante Ross, John Gamble - Bas – Benny Rietveld - Konge & tolkala – Carlos Santana - »You Are My Kind« - Kitara – Carlos Santana - Glavni vokal – Seal - Klaviature – Chester D Thompson - Bas – Benny Rietveld - Bobni – Horacio Hernandez - Tolkala – Karl Perazzo - Konge – Raul Rekow - Vamp Out vokal – Karl Perazzo - Spremljevalni vokali – Karl Perazzo, Carlos Santana, Tony Lindsay - »Amoré (Sexo)« - Solo kitara – Carlos Santana - Glavni vokal – Macy Gray - Klaviature – Chester D. Thompson - Bas – Benny Rietveld - Bobni – Rodney Holmes - Tolkala – Karl Perazzo - Konge – Raul Rekow - Trombon – Jeff Cressman, Jose Abel Figueroa - Trobenta – Javier Melendez, William Ortiz - »Foo Foo« - Solo kitara – Carlos Santana - Ritem kitara – Francis Dunnery, Al Anderson - Klaviature – Loris Holland - Programiranje – Kobie Brown, Che Pope - Bas – Tom Barney - Spremljevalni vokali – Lenesha Randolph - Saksofon & flavta – Danny Wolinski - Trombon – Steve Touré - Trobenta & krilnica – Earl Gardner - Tuba – Joseph Daley - »Victory Is Won« - Kitara – Carlos Santana - Čelo – Joseph Herbert - Viola – Daniel Seidenberg, Hari Balakrisnan - Violina – Jeremy Cohen | - »Since Supernatural« - Kitara & kraguljčki – Carlos Santana - Glavni vokali – Melky Jean in Governor Washington, Jr. - Klaviature – Chester D Thompson - Programiranje & harmonika – K. C. Porter - Bas – Benny Rietveld - Bobni – Rodney Holmes - Tolkala – Karl Perazzo - Konge – Raul Rekow - Vokali – Tony Lindsay, K. C. Porter, Karl Perazzo - Trombon – Ramon Flores, Mic Gillette - Trobenta – Jose Abel Figueroa, Marvin McFadden, Mic Gillette - »America« - Solo kitara – Carlos Santana - Glavni vokal – P.O.D. - Ritem kitara – Sergio Vallín - Klaviature – Alberto Salas, Chester D. Thompson - Bas – Juan Calleros - Bobni – Alex González - Timbales & tolkala – Karl Perazzo - Konge – Raul Rekow - Spremljevalni vokali – Gonzalo Chomat, Alex González - Zborovodja – Jose Quintana - »Sideways« - Solo & ritem kitara – Carlos Santana - Glavni vokal – Citizen Cope - Spremljevalni vokali – Chad & Earl - Klaviature – Chester D. Thompson - Bas – Benny Rietveld - Bobni – Rodney Holmes - Timbales & tolkala – Karl Perazzo - Konge & tolkala – Raul Rekow - Dodatna tolkala – Humberto Hernandez - »Why Don't You & I« - Solo kitara – Carlos Santana - Glavni vokal - Chad Kroeger - Ritem kitara & tolkala – Raul Pacheco - Klaviature & programiranje – K. C. Porter, Chester D. Thompson - Bas – Benny Rietveld - Bobni – Gregg Bissonette - Timbales – Karl Perazzo - Konge – Raul Rekow - »Feels Like Fire« - Solo kitara – Carlos Santana - Glavni vokal - Dido - Ritem kitara – J. B. Eckl - Klaviature – K. C. Porter, Chester D. Thompson - Programiranje – K. C. Porter - Bas – Mike Porcaro - Bobni – Jimmy Keegan - Timbales & tolkala – Karl Perazzo - Konge & tolkala – Luis Conte - Glavni vokal – K. C. Porter - Spremljevalni vokali – Fher, Carlos Santana, Tony Lindsay, Karl Perazzo, K. C. Porter - Španski prevod – Chein Garcia Alonso - »Aye Aye Aye« - Solo kitara – Carlos Santana - Klaviature – Chester D. Thompson - Tolkala – Carlos Santana - Programiranje – Mike Mani - Vokali – Tony Lindsay, Jeanie Tracy - Pro Tools urejanje – Andre for Screaming Lizard - »Hoy Es Adios« - Solo kitara - Carlos Santana - Glavni vokal - Alejandro Lerner |

## Lestvice in certifikati
| Lestvica (2002)                  | Mesto |
| -------------------------------- | ----- |
| Avstralija (ARIA)                | 11    |
| Avstrija (Ö3 Austria)            | 4     |
| Belgija (Ultratop Flanders)      | 34    |
| Belgija (Ultratop Wallonia)      | 16    |
| Kanada (Billboard)               | 4     |
| Danska (Hitlisten)               | 4     |
| Nizozemska (MegaCharts)          | 3     |
| Francija (SNEP)                  | 2     |
| Finska (Suomen virallinen lista) | 7     |
| Nemčija (Offizielle Top 100)     | 2     |
| Grčija (IFPI)                    | 2     |
| Italija (FIMI)                   | 1     |
| Norveška (VG-lista)              | 6     |
| Poljska (ZPAV)                   | 3     |
| Švedska (Sverigetopplistan)      | 15    |
| Švica (Schweizer Hitparade)      | 1     |
| Združeno kraljestvo (OCC)        | 15    |
| ZDA (Billboard 200)              | 1     |

| Lestvica (2003)       | Mesto |
| --------------------- | ----- |
| Nova Zelandija (RMNZ) | 8     |

| Regija                    | Certifikat   | Prodaja   |
| ------------------------- | ------------ | --------- |
| Avstralija (ARIA)         | Platinast    | 70,000    |
| Avstrija (IFPI Austria)   | Platinast    | 40,000    |
| Belgija (BEA)             | Zlat         | 25,000    |
| Brazilija (ABPD)          | Platinast    | 125,000   |
| Evropa (IFPI)             | Platinast    | 1,000,000 |
| Francija (SNEP)           | 2x zlat      | 200,000   |
| Grčija (IFPI Greece)      | Zlat         | 15,000    |
| Madžarska (MAHASZ)        | Zlat         | 10,000    |
| Nemčija (BVMI)            | Platinast    | 300,000   |
| Nova Zelandija (RMNZ)     | Platinast    | 15,000    |
| Norveška (IFPI Norway)    | Zlat         | 20,000    |
| Poljska (ZPAV)            | Platinast    | 70,000    |
| Švica (IFPI Switzerland)  | 2x platinast | 80,000    |
| ZDA (RIAA)                | 2x platinast | 2,517,000 |
| Združeno kraljestvo (BPI) | Srebrn       | 60,000    |